# Тен Ман Бок
Тен Ман Бок, другой вариант — Тен Манбок (род. 1925, Кроуновка, Никольск-Уссурийский уезд, Приморская губерния, Дальневосточная республика) — звеньевой колхоза «Полярная звезда» Средне-Чирчикского района Ташкентской области, Узбекская ССР. Герой Социалистического Труда (1949).

## Биография
Родился в 1925 году в крестьянской семье в селе Кроуновка Никольск-Уссурийского уезда.
В 1937 году вместе с родителями депортирован на спецпоселение в Ташкентскую область Узбекской ССР. Окончил шесть классов неполной средней школы. 
В 1949 году вступил в ВЛКСМ. Трудился поливальщиком, звеньевым рисоводческой бригады в колхозе «Полярная звезда» Средне-Чирчикского района.
В 1948 году звено Тен Ман Бока получило в среднем с каждого гектара по 81 центнера риса на участке площадью 5,1 гектаров. Указом Президиума Верховного Совета СССР от 18 мая 1949 года удостоен звания Героя Социалистического Труда с вручением ордена Ленина и золотой медали «Серп и Молот».

## Награды
- Герой Социалистического Труда
- орден Ленина
- медаль «За доблестный труд в Великой Отечественной войне 1941—1945 гг.»